# Laurent Lachance
Pour les articles homonymes, voir Lachance.
Laurent Lachance est un linguiste, pédagogue, auteur et créateur québécois. Né à Montréal le 16 mars 1931 et mort le 4 octobre 2024, Laurent Lachance fait ses études à l'Université de Montréal où il obtient un baccalauréat des arts en 1954, un baccalauréat en pédagogie en 1956 et une maîtrise des arts (linguistique) en 1963. Il poursuit également des études en histoire de l'art et beaux-arts.

## Carrière

### Professeur
Laurent Lachance est professeur de français et de latin à Montréal, au Collège Sainte-Croix de 1956 à 1961 et au Collège St-Paul de 1962 à 1968 devenu par la suite le Collège Bois-de-Boulogne.

### Créateur d'émissions pédagogiques
Chargé de projets pédagogiques de 1968 à 1986 au ministère de l'Éducation du Québec et de 1986 à 1993 à Télé-Québec, Laurent Lachance conçoit et produit des émissions de télévision éducative pour enfants qui marquent toute une génération de Québécois et de Canadiens. 

#### Les OraliensetPasse-Partout
En effet, durant ses quelque 25 années auprès du ministère de l'Éducation et de Télé-Québec, Laurent Lachance crée et met en œuvre plusieurs séries télévisées ayant pour objectif, d'une part, l'enseignement du français et, d'autre part, l'éveil intellectuel et imaginaire des jeunes d'âge préscolaire. 
Ainsi, dans l'ordre chronologique :
- De 1969 à 1970, il est créateur et responsable de la série Les Oraliens, conçue pour l'enseignement du français oral dont les 125 épisodes sont diffusées à Radio-Canada et à Télé-Québec pendant 13 années.
- De 1972 à 1991, il est créateur et responsable de la série Passe-Partout, conçue pour l'éducation préscolaire. De 1972 à 1977, il travaille au développement du concept de la série, puis à la production de 1977 à 1991.

Les 289 épisodes de cette série sont diffusées pendant 21 ans sur les réseaux de Radio-Québec, de Radio-Canada et de TV Ontario. C'est l'émission qui a donné son nom à une génération, écrit Paul Cauchon dans Le Devoir, qui ajoute : 

« Passe-Partout, c'est d'abord une commande passée en 1971 par le ministère de l'Éducation. Laurent Lachance, un fonctionnaire du Service général des moyens d'enseignement du ministère (SGME), en hérite. Il est le père de Passe-Partout. »

.

Dans LaRotonde.ca, le journal indépendant de l'Université d'Ottawa, Caroline Morneau raconte la saga de Passe-Partout depuis les débuts, et la tâche dont hérite alors Laurent Lachance : 

« La naissance d'un culte. ― La saga Passe-Partout a pris d’assaut le petit écran au cours de l’année 1977. Son créateur, Laurent Lachance, se battait pour ce projet depuis l’été 1972. Il était employé au Service général des moyens d’enseignement (SGME) du ministère de l’Éducation. Ce service est chargé de produire le matériel didactique du ministère, ainsi que d’élaborer des méthodes d’enseignement par correspondance et de réaliser des émissions de télévision éducative. Après deux ans d’attente, le projet échoue sur son bureau. La tâche de créer une émission de télévision éducative lui revient,. »

.

#### Motion de l'Assemblée nationale pour le30eanniversairede la création dePasse-Partout
Le 14 novembre 2007, le député de Borduas, Pierre Curzi, et la ministre de la Culture, des Communications et de la Condition féminine, Christine St-Pierre, proposent et font adopté la motion suivante par l'Assemblée nationale du Québec : «Que l'Assemblée nationale souligne les 30 ans de la création de la populaire émission de télévision Passe-Partout.» Mme St-Pierre déclare notamment à cette occasion :

« (...) Alors, Passe-Partout est vraiment un exemple d'une série qui a vraiment marqué, on l'a dit, l'imaginaire des enfants pendant plusieurs années. Et je vais vous raconter une anecdote. Moi, personnellement, je n'ai pas d'enfant, mais mon conjoint a un fils qui a aujourd'hui 32 ans. Et, un jour, il était tout petit, puis ils étaient dans un magasin, son père et lui, et il a reconnu Passe-Carreau. Et là il est devenu comme une statue, presque. Et, lorsqu'il s'est fait dire: Bonjour!, il a vu dans les yeux de son fils quelque chose d'extraordinaire parce que le fils venait de voir un personnage de télévision qu'il voyait à tous les jours à la télévision, mais là il voyait ce personnage en chair et en os. »

« Alors, il faut féliciter les créateurs de Passe-Partout. Il faut souhaiter que les droits d'auteur de Passe-Partout soient respectés. Et il faut également saluer ces artistes : Jacques L'Heureux, Marie Eykel, Claire Pimparé, Pierre Dufresne, Kim Yaroshevskaya. Et merci également, évidemment, à Laurent Lachance. Et je veux leur dire que nous sommes très, très fiers d'eux. Et, comme ministre de la Culture et de la Condition féminine, je suis très fière d'eux et très fière également que ce soit Télé-Québec, dont je suis responsable, qui ait diffusé les séries de Passe-Partout (...). »

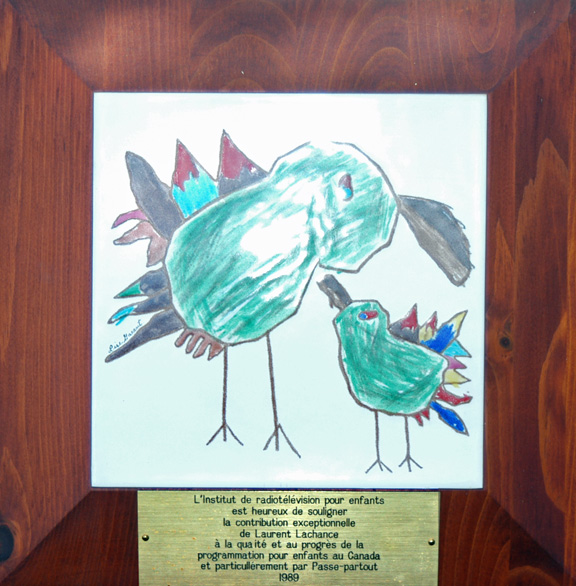
Plaque-distinction remise à Laurent Lachance par l'Institut de radiotélévision pour enfants en 1989. Retranscription du texte gravé: L'Institut de radiotélévision pour enfants est heureux de souligner la contribution exceptionnelle de Laurent Lachance à la qualité et au progrès de la programmation pour enfants au Canada et particulièrement par Passe-partout. 1989.

En tant que créateur de l'émission, Laurent Lachance annonce en 2007 son intention de poursuivre les producteurs des DVD de Passe-Partout afin d'obtenir des droits sur la vente de ces produits. « Je me dois un minimum de respect. Et je soutiens que j'ai la paternité de Passe-Partout, ce qui équivaut à un droit d'auteur », écrit Laurent Lachance en juillet 2007 dans un courriel au journaliste et auteur Steve Proulx. En octobre 2008, un jugement de la Cour supérieure du Québec autorisait la poursuite intentée en septembre 2007 par Laurent Lachance relativement aux profits de la vente des DVD des épisodes de la série Passe-Partout. Ce recours judiciaire du « père de Passe-Partout » avait été contesté en janvier 2008 par les producteurs des coffrets et principaux interprètes de la série, Marie Eykel et Jacques L'Heureux, alléguant que M. Lachance n'était pas titulaire des droits d'auteur de la série. En janvier 2010, la série-culte était toujours au cœur d'une saga judiciaire de plus en plus complexe,. En 2012, la Cour supérieure a rejeté, sur le fond, l’action intentée par Laurent Lachance ; la série ayant été créée dans le cadre de l'emploi de M. Lachance, les droits d'auteur appartiennent à son employeur, le ministère de l'Éducation, a expliqué la cour, ajoutant toutefois que M. Lachance est « l'un des auteurs de cette œuvre collective » et que « son apport n'est pas négligeable » ; le 31 janvier 2014, la Cour d’appel du Québec a maintenu la décision de la Cour supérieure. Laurent Lachance pourrait en appeler devant la Cour suprême du Canada.
- Laurent Lachance est également responsable de la production des dérivés de Passe-Partout, soit neuf disques, lauréats ou nommés au concours des Félix (en 1981, 1982, en 1983, et en 1986), 21 magazines, des figurines, des albums musicaux, des affiches, des casse-tête, et 48 contes.

- De 1980 à 1981, il est chargé de la conception d'une série de vingt émissions sur le français oral, Sur le bout de la langue, qui vise l'enseignement du français oral au niveau de la 5e et 6e année du primaire. La première est diffusée à Radio-Canada le 4 janvier 1983, à 9h15 et met notamment en vedette le comédien Denis Bouchard[11].

- En 1989, l'Institut de la radiotélévision pour enfants (maintenant L'Alliance pour l'enfant et la télévision[12]) lui décerne une distinction "pour contribution exceptionnelle à la qualité et au progrès de la programmation pour enfants au Canada".

### Consultant-pigiste
Consultant-pigiste de 1994 à 2000, Laurent Lachance se consacre à la conception et réalisation de diverses émissions de télévisions à caractère pédagogique pour le Canal Famille, dont: 
– Le Noël magique
– Le Petit Routier, accompagné de trois cahiers d'activités
– Voyage au cœur de Noël, et
– Polyte et Doudou, une série télévisée de 65 quarts d'heure
C'est également durant cette période de sa carrière qu'il met davantage en valeur ses talents d'auteur d'ouvrages de fiction et de recherches savantes.

### Auteur
Laurent Lachance est un pédagogue dans l'âme. Son œuvre télévisuelle et littéraire vise d'abord à enseigner aux jeunes et aux moins jeunes des moyens de découverte et de connaissance du monde et de soi-même. Inspiré notamment par l'œuvre de Carl Gustav Jung, il va à la recherche de l'« âme », ou de la psyché et il découvre les valeurs thérapeutiques du conte et des rêves. Pour mieux enseigner et transmettre ses expériences personnelles et ses conquêtes, il écrit et publie trois ouvrages de recherches sur l'interprétation des rêves et de l'univers des signes et des symboles. Laurent Lachance écrit des contes pour enfants et pour adultes, une biographie et il dirige la rédaction et la publication d'une histoire du Collège Sainte-Croix (maintenant Collège de Maisonneuve), où il a fait des études et commencé sa carrière de professeur en Éléments latins.
Conte pour enfants
- Le Trou perdu, Héritage, St-Lambert (Québec), 1983. Cote à la Bibliothèque et Archives nationales du Québec : C843.54 L13265t 1983

Contes pour adultes
- Ailleurs plutôt que demain suivi de L'Île du Cila-Chila, Éditions Héritage, Collection Échos. Ado Plus, St-Lambert (Québec), 1991,  (ISBN 2-7625-6759-9) (OCLC 23976354) (Épuisé)

—Neuf contes qui explorent l'ailleurs et l'autrement. Le temps se détraque, un enfant collectionne les cris, les arbres ne produisent plus de fruits, quelqu'un rencontre un lutin d'eau, un homme se retrouve dans l'invisible, une pieuvre reste inconsolable, les fibres naturelles se remettent à vivre, un homme débouche dans un pays où le passé n'existe pas. L'Île du Chila-Chila est un lieu où se prépare une révolution, une mutation qu'annonce un innocent mouton. Ce personnage principal cherche parmi tous les habitants de l'île quelqu'un d'authentique alors qu'il est le seul à l'être.
—«Faussement faciles, ces contes se prêtent tous à une réflexion où les questions ne reçoivent pas nécessairement des réponses. En quelques phrases, nous sommes transportés dans l'impossible, l'angoissant, l'invisible, l'inconnu total.» Angèle Delaunois (dans la Préface).
- Le Tigre-sabre, conte primé à Radio-Québec, 1993

Interprétation des rêves
- Les rêves de mentent pas, Robert Laffont, Paris, 1983, réédité en 1992,  (ISBN 2221012232),  (ISBN 978-2221012239) (Épuisé)
- Interprétez les rêves de votre enfant, Éditions de l'Homme, Montréal, 2001,  (ISBN 2-7619-1649-2),  (ISBN 978-2761916493) (Épuisé)

—« Tout le monde rêve. Même les animaux rêvent pour rétablir l'équilibre de leur âme. Cet équilibre est rompu par les tensions qui viennent des peurs et des désirs insatisfaits. Même chose pour les adultes et les enfants: les rêves viennent rééquilibrer l'âme ». Cet ouvrage est partagé en deux parties. La première donne une trentaine d'exemples qui illustrent les grandes catégories de rêves. La deuxième est un dictionnaire qui aide à décoder les images et les symboles.
- Rêves, signes et coïncidences : Dictionnaire d'interprétation, Éditions de l'Homme, Montréal, 1999,  (ISBN 2761914791),  (ISBN 978-2761914796)

—« Il (Laurent Lachance) vient de faire paraître Rêves, signes et coïncidences, un dictionnaire d’interprétation dont je vous ai communiqué deux exemples. C’est en tant que « praticien du rêve » qu’il a poursuivi une étude qui s’étend sur une période de 25 ans, dont un stock de 25 000 rêves personnels, plus quelques milliers qu’il a interprétés pour les autres. C’est une longue recherche. Il travaille beaucoup à partir de l’enseignement de Carl Gustav Jung, un géant dans le domaine, qui occupe une place à part, à cause de la lumière qu’a jetée sur les rêves l’approche scientifique de ce célèbre psy. » ― Jacques Languirand
- Les rêves portent conseil: Guide d'interprétation, Éditions de l'Homme, Montréal, 2000,  (ISBN 2761915399),  (ISBN 978-2761915397) (Épuisé)

—«Le présent ouvrage présente plus de 100 rêves dont l’explication permet de dégager les grandes clés d’interprétation de sept catégories de rêves: informatifs, compensatoires, prémonitoires, télépathiques, télékinésiques, énergétiques et initiatiques».
Biographies
- Fernand Caron et l'âme du bois[18].
- André Turpin peintre et sculpteur, propos et confidences Éd.Trois/Deux (514.780.1937), Montréal, 2016,  (ISBN 978-2-9809130-2-0)

Histoire
- De Sainte-Croix à Maisonneuve, 75 ans d'histoire, Collectif sous la direction de Laurent Lachance, Éditions Fides, Montréal, 2003,  (ISBN 276212557X),  (ISBN 978-2762125573)

« (...) Mes confrères et mes profs ont été des compagnons d'aventure, ils ont fait partie de ma vie. Une classe est une famille élargie, un collège aussi. On ne passe pas six à huit ans à côtoyer des gens tous les jours sans créer des liens importants. C'était un devoir d'amitié que de rendre à tout ce monde ce que j'avais reçu. On ne devient pas quelqu'un tout seul, par ses seuls forces, mais en s'appuyant sur un milieu (...) Dans ces évocations du collège, il y aura de grands absents: nos parents. Sans leur soutien et leurs sacrifices, nous n'aurions pas fait le collège. En grande majorité, nous sommes issus d'un milieu modeste. Il fallait donc que nos pères acceptent de se priver des bras qui auraient pu les aider et qu'ils acceptent aussi que leur fils les dépasse (...) Vous avez donc en main l'ouvrage de plus de vingt personnes dont j'ai tâché de coordonner le travail d'écriture. Merci à ceux qui ont participé et salut à ceux qui vont nous lire. » —Laurent Lachance (extraits de l'Avant-propos).
Albums de jeux et à colorier
Quenotte et Quenoeil, une collection de 48 albums de jeux et à colorier publiée en ligne à compte d’auteur en 2019 par Laurent Lachance.
À 88 ans, « le père de Passe-Partout pense encore à vous, à vos enfants et à vos vieux parents », écrit Laurent Lachance sur la première page de son nouveau site Web.
Quenotte propose 17 albums de jeux pour « les enfants actuels de 9 à 99 ans », écrit l’auteur, tandis que Quenoeil est composé de 31 albums à colorier « nouveau concept ».
« Depuis les quarante dernières années, le moteur de mon action a été de créer de la conscience. Les albums Quenotte et Quenoeil entraînent à l’art de voir, garderont votre esprit en alerte, assumant ainsi une tâche d’éveilleurs », rappelle Lachance.
La collection complète et chaque album individuel sont décrits en détail sur le site Quenotte.

## Décès
Laurent Lachance meurt le 4 octobre 2024 à l'âge de 93 ans,.